# رحمن جونسون
رحمن جونسون (بالإنجليزية: Rahman Johnson)‏ هو سياسي أمريكي، ولد في 26 مايو 1976.